# Orthographe islandaise
 (novembre 2019).
Si vous disposez d'ouvrages ou d'articles de référence ou si vous connaissez des sites web de qualité traitant du thème abordé ici, merci de compléter l'article en donnant les références utiles à sa vérifiabilité et en les liant à la section « Notes et références ».
L'orthographe islandaise est la manière dont les mots islandais sont épelés ainsi que la correspondance entre leur écriture et leur prononciation.

## Alphabet
L'alphabet islandais est fondé sur l'alphabet latin mais comprend plusieurs lettres supplémentaires : certaines sont des doublons présentant un accent aigu mais il inclut également la lettre eth (Ðð), translittérée par d, et la lettre runique thorn (Þþ), translittérée par th (voir photo). Ææ et Öö y sont aussi considérées comme des lettres à part entière et non comme des versions ligaturées ou affublées de diacritiques de leurs lettres respectives. Les Islandais appellent les dix lettres supplémentaires (par rapport à l'alphabet latin standard), en particulier Ð et Þ, séríslenskur (« propre à l'islandais »), bien qu'elles ne le soient pas. Ð est également utilisé en féroïen et, bien que Þ ne soit plus utilisée dans aucune autre langue vivante, elle était historiquement utilisée dans de nombreuses langues, par exemple en vieil anglais. Les mots islandais ne commencent jamais par ð, ce qui signifie que sa version capitale Ð est uniquement utilisée lorsque les mots sont écrits en lettres capitales.
Parfois, les glyphes sont simplifiés lorsqu'ils sont écrits à la main, par exemple æ (à l'origine une ligature, mais maintenant considérée comme une lettre distincte) peut être écrit comme ae, ce qui peut faciliter l’écriture cursive.
L'alphabet est composé des 32 lettres suivantes.

| Lettre | Nom       | Fréquence |
| ------ | --------- | --------- |
| A a    | a         | 10.11%    |
| Á á    | á         | 1.8%      |
| B b    | bé        | 1.04%     |
| D d    | dé        | 1.58%     |
| Ð ð    | eð        | 4.39%     |
| E e    | e         | 6.42%     |
| É é    | é         | 0.65%     |
| F f    | eff       | 3.01%     |
| G g    | ge        | 4.24%     |
| H h    | há        | 1.87%     |
| I i    | i         | 7.58%     |
| Í í    | í         | 1.57%     |
| J j    | joð       | 1.14%     |
| K k    | ká        | 3.31%     |
| L l    | ell       | 4.53%     |
| M m    | emm       | 4.04%     |
| N n    | enn       | 7.71%     |
| O o    | o         | 2.17%     |
| Ó ó    | ó         | 0.99%     |
| P p    | pé        | 0.79%     |
| R r    | err       | 8.58%     |
| S s    | ess       | 5.63%     |
| T t    | té        | 4.95%     |
| U u    | u         | 4.56%     |
| Ú ú    | ú         | 0.61%     |
| V v    | vaff      | 2.44%     |
| X x    | ex        | 0.05%     |
| Y y    | ufsilon y | 0.9%      |
| Ý ý    | ufsilon ý | 0.23%     |
| Þ þ    | þorn      | 1.45%     |
| Æ æ    | æ         | 0.87%     |
| Ö ö    | ö         | 0.78%     |

Lettre supprimée
| Lettre | Nom  |
| ------ | ---- |
| Z z    | Séta |